# Brovst
Brovst er en by i Han Herred med 2.684 indbyggere  (2025), beliggende 16 km øst for Fjerritslev, 20 km nordøst for Aggersund og 15 km sydvest for kommunesædet Aabybro. Byen hører til Jammerbugt Kommune og ligger i Region Nordjylland. I 1966-2006 var Brovst kommunesæde for Brovst Kommune i Nordjyllands Amt.
Brovst er bl.a. kendt fra opskriften på Drømmekage fra Brovst, som i mange år er blevet markedsført af bagevirksomheden Amo.

## Sogne og kirker
Brovst hører til Brovst Sogn, som også omfattede Halvrimmen og Arentsminde indtil 1993, hvor Langeslund Sogn blev udskilt. Brovst Kirke ligger i den sydlige ende af byen. Brovst Baptistkirke ligger midt i byen.

## Foreningsliv
Brovst er hjemsted for fodboldklubben Brovst IF, der blev etableret i 1929. Klubben har hjemme på Damengen ved Sport og Kulturcenter Brovst - ikke langt fra herregården Bratskov.
Byen har derudover Skovsgård-Brovst KFUM IF, et foreningssamarbejde med nabobyen Skovsgård, som både indbefatter håndbold, badminton og gymnastik/dans.
Desuden har byen også Brovst Speedway Club, der har huset verdensmesteren Hans Nielsen samt Brovst Pigegarde, der i 2021 skiftede navn til Jammerbugt Garden, fordi man ville favne hele Jammerbugt Kommune.

## Bratskov
Herregården Bratskov er i dag en fredet bygning med tilhørende park, som er offentligt tilgængelig. I hovedbygningen er der turistkontor og offentlige lokaler. Der har været kunstudstillinger og en Stenalder-udstilling med titlen "Brovst, en ø i Atlanten".
I skoven ved hovedbygningen er der tydelige tegn på, at der er gravet ler til teglværket i Fredensdal, som har været i drift til slutningen af 1900-tallet. I området er der en del kildevæld.
En del af Bratskovs tidligere jord er udstykket til beboelse med veje, opkaldt efter tidligere ejere af herregården.

## Faciliteter
- Brovst Skole har 533 elever, fordelt på 0.-9. klassetrin, og 95 ansatte.[8]
- Brovst Børnehave og Vuggestue er normeret til 12 børn i alderen 0-3 år og 75 børn i alderen 3-5 år. Institutionen har 12 ansatte.[9] Byens anden børnehave, Børnehaven Bøgebakke, er beliggende i byens nordlige del og er normeret til 44 børn[10].
- Det tidligere plejecenter Møllegården blev renoveret i 2017 og taget i brug som administrationsbygning for medarbejdere i kommunens socialområde.[11] Plejecenter Solbakken har 40 1-rums boliger med eget bad og toilet.[12] Brovst Friplejehjem er nybygget på en stor grund i udkanten af byen. Boligerne er opført som 3 afdelinger omkring et fællesrum, hver med 10 beboere.[13]
- Brovst har tre dagligvareforretninger, adskillige specialforretninger, restauranter, cafe og bar, lægehus, apotek, dyrlæge, bibliotek og filial af Sparekassen Danmark (tidl. Sparekassen Vendsyssel).

## Historie
I 1869 blev der oprettet sparekasse i Brovst Sogn. I 1875 beskrives Brovst således: "Brovst med Kirke, Præstegaard og Skole".
1 km nord for kirkelandsbyen lå landevejen, hvor der opstod en bebyggelse med bl.a. missionshus fra 1887 og sygehus fra 1892. Brovst Sygehus fungerede i 114 år indtil det i 2007 blev nedlagt som offentligt sygehus. Ved lukningen havde det 55 sengepladser og 70 ansatte. Jammerbugt Kommune har videreført det som sundhedshus med diverse private klinikker, i 2017 er en kirurgisk klinik kommet til.

### Jernbanen
Nørresundby-Fjerritslev Jernbane (1897-1969) anlagde station ved Bratskov 300 meter nord for landevejen. Brovst Station havde et 450 meter langt krydsnings-/læssespor med kvægfold.
Stationsbygningen er revet ned, men banens tracé er bevaret på en 1½ km lang asfaltsti fra Tranumvej til Poststrædet i Skovsgård.

### Stationsbyen
I 1901 beskrives Brovst således: "Brovst med Kirke, Præstegd., Skole, Missionshus (opf. 1887), Amtssygehus (opf. 1892 efter Tegn. af Arkitekterne Wiinholt og Hagerup; Plads for 22 Patienter), Apotek, Lægebolig, Dyrlægebolig, Sparekasse (opr. 28/4 1869...Antal af
Konti 659), Købmandsforretninger, Mølle, Bageri, Farveri, samt Jærnbanestation, 1/2 Fjerdingvej fra Kirken, hvor der er en By med Skole,
Andelsmejeri, Dampmølle, 2 Møller, Dampsavværk, Købmandsforretninger m. m."
Det lave målebordsblad fra 1900-tallet viser desuden afholdshotel, vandværk og telefoncentral. Bebyggelserne ved landevejen og stationen er smeltet sammen til én by: Brovst Stationsby. Kirkelandsbyen hedder kun Brovst. På Topografisk kort 1953-76 er navnene vendt om: Stationsbyen hedder Brovst, og kirkelandsbyen hedder Brovst Kirkeby. På Topografisk kort 1980-2001 er de to byer vokset helt sammen.

### Mindesten
Brovst har to sten til minde om Genforeningen i 1920. I en lille lund ved toppen af Bøge Bakker (over for nr. 24) står Jyllands største genforeningssten. Den blev afsløret 15. juni 1921 (1-årsdagen for genforeningen). På kirkegården står nord for indgangen en genforeningssten, der samtidig minder om Brovst Sogns 11 faldne i de slesvigske krige. Ved kirken ligger desuden en sten til minde om Befrielsen i 1945.

### Folketal
| År   | Brovst Kirkeby | Brovst Stationsby |
| ---- | -------------- | ----------------- |
| 1906 |                | 322               |
| 1911 | 390            | 505               |
| 1916 | 335            | 653               |
| 1921 | 394            | 676               |
| 1925 | 390            | 955               |
| 1930 | 374            | 1034              |
| 1935 | 318            | 1212              |
| 1940 | 268            | 1278              |
| 1945 | 246            | 1411              |
| 1950 | 234            | 1567              |
| 1955 | 267            | 1622              |

Ved folketællingen i 1911 ernærede 278 af kirkebyens 457 indbyggere sig ved landbrug, 63 ved håndværk og industri og 14 ved handel, mens næringsfordelingen for stationsbyens 505 indbyggere var at 82 levede af landbrug, 253 af industri og håndværk, 63 af handel, 31 af transport.
I 1930 ernærede 224 af kirkebyens 374 indbyggere sig ved landbrug, 56 ved håndværk og industri, 14 ved handel og omsætning, ingen ved transport, 13 ved immateriel virksomhed, 18 ved husgerning; 45 var ude af erhverv og 4 havde ikke angivet oplysninger. Af stationsbyens 1.034 indbyggere levede 91 af landbrug, 505 af industri, 124 af handel, 55 af transport, 37 af immateriel virksomhed, 98 af husgerning; 107 var ude af erhverv og 17 havde ikke angivet oplysninger.

## Kendte personer fra Brovst
- Bjarne Graven Larsen (født i 1964), tidligere fondsdirektør i ATP og finansdirektør i Novo A/S.[25]
- Bjarne Nielsen Brovst (1947-2021), forfatter og foredragsholder. Har bl.a. skrevet Min fars station med barndomserindringer om livet på Brovst Station i 1950'erne, samt Brovst-sagaen.
- Hans Nielsen (født i 1959), tidligere speedwaykører. Vandt i karrieren 22 verdensmesterskaber, heriblandt 4 individuelle.[26]
- Kasper Hulthin (født i 1982), iværksætter bag virksomhederne Podio og Peakon. Modtog IT-Prisen i 2022.[27]
- Nicolaj Ritter (født i 1992), fodboldspiller. Har bl.a. spillet for Silkeborg IF, SønderjyskE og FC Fredericia.[28]
- Ole Klæstrup Christensen (født i 1955), socialdemokratisk medlem af Europa-parlamentet fra 2004-2019.
- Ole Stavad (født i 1949), socialdemokratisk politiker og forhenværende skatte- og erhversminister.
- Thomas Hwan (født i 1982), skuepiller kendt fra bl.a. Bedrag (2016) og Hvor kragerne vender (2020).[29]
- Sofie Lundgaard (født i 2002), fodboldspiller for Liverpool F.C.[30].